# مطبخ كويتي
المطبخ الكويتي هو مزيج من المأكولات العربية والإيرانية والهندية والمتوسطية، ويُعد جزءًا من المطبخ العربي الشرقي.  يشتهر المطبخ الكويتي بعدة مأكولات وحلويات شعبية، ويعد الرز عامل رئيسي في أغلب الأطباق الرئيسيى للمأكولات الكويتية، أما الحلويات فتعد غالبية الحلويات منتجة من الطحين والمواد النباتية مثل الزعفران والجوز والتمر وغيرها، كما تعد الكثير من الحلويات الكويتية مستخلصة من المعجنات.
من أبرز أطباقه المجبوس، وهو طبق أساسه الأرز (عادة من نوع بسمتي) يُتبل بالتوابل ويُطهى مع الدجاج أو لحم الضأن. يحتل المأكولات البحرية مكانة مهمة في النظام الغذائي الكويتي، خاصة الأسماك. ومن الأطباق الوطنية المطبق بالسمك، إلى جانب أسماك أخرى مفضلة مثل الهامور (الذي يُقدم مشويًا أو مقليًا أو مع أرز البرياني بفضل نكهته وقوامه)، وأسماك الصافي، والميد، والصبور.
الخبز التقليدي في الكويت يُسمى خبز أو خبز كويتي، وهو خبز مسطح كبير يُخبز في فرن خاص، وغالبًا يُزين بحبوب السمسم، ويُقدم أحيانًا مع صلصة مهياوة المصنوعة من السمك.

## أشهر الأكلات الكويتية
- مجبوس (كبسة) أو البرياني طبق شائع جدًا، يتكون من الأرز متبل بكثرة يُطهى مع الدجاج أو لحم الضأن، وأصله من شبه القارة الهندية. قبوط: زلابية محشوة تُقدَّم في يخنة لحم كثيفة.
- مموش عبارة عن رز مطبوخ مع عدس أخضر (ماش)، ويمكن تزيينه بالروبيان المجفف.
- معدس عبارة عن رز مطبوخ مع عدس اصفر.
- مربين عبارة عن رز مطبوخ مع الربيان. اما ان يكون الربيان طازج أو يابس.مطبق الزبيدي
- قبوط عبارة عن عجين محشي بالبصل والفلفل الأسود ومطبوخ بالصلصة مع اللحم.
- محروق صبعه عبارة عن خبز مقطع صغير ومطبوخ بالصلصة مع البطاط والباذنجان.
- ميدم عبارة عن رز مطبوخ مع سمك قرش صغير.
- مشخول عبارة عن رز أبيض وبأسفل القدر حلقات بصل مع الكركم والفلفل الأسود.
- مشخول بطاط باذنجان نفس الاكلة السابقة مضاف إليها البطاط والباذنجان اسفل القدر.
- خثرة عبارة عن رز مع سمك مع زيادة الصلصة عليه ليصبح كالسائل. قوزي: لحم خروف مشوي محشو بالأرز واللحم والبيض ومكونات أخرى.
- تشريبة : مكون من الخبز المشرب في مرقة التشريب المعين لكي «يشرب ماءه ونكهته» ومن ثم يؤكل ساخنًا.
- مرقوق: يخنة خضار، تحتوي عادةً على القرع والباذنجان، تُطهى مع قطع رقيقة من العجين الممدود.
- حمسة
- هريس: طبق عربي، آسيوي، من القمح المغلي المهروس أو المطحون المخلوط باللحم.
- جريش: مصنوع من الحنطة المطبوخة مع الدجاج أو لحم الضأن، والطماطم، وبعض التوابل.
- الباتشه المشموس
- السمبوسة

## أشهر الحلويات الكويتية
- عصيدة عبارة عن طحين مطبوخ مع السمن والسكر.
- بلاليط عبارة عن شعرية مطبوخه مع السكر والزعفران. قرص عقيلي
- ألبة
- الرهش : حلوى تحضر من الطحينة والسكر وعرق الحلاوة
- بقلاوة
- القيمات (لقيمة القاضي) نوع من الحلويات الشرقية المشهورة المصنوعة من كرات العجين المخمرة والمقلية، والمنقوعة في شراب أو عسل،
- الزلابية: عجينة مقلية منقوعة في شراب مكوّن من السكر والليمون والزعفران، تتميّز بشكلها الحلزوني المميّز.
- غريبة كوكيز دقيقة مصنوعة من الدقيق والزبدة والسكر البودرة والحبهان، تُقدّم عادةً مع القهوة العربية.
- درابيل
- بقصم عباره عن نوع من أنواع البقسماط يؤكل بعد غطه (تغميسه) مع الحليب
- قرص عقيلي
- السمسمية
- بيض القطا
- القبيط
- صب القفشة
- دملوج
- الكليجة

## مشروبات
- اللبن: اللبن الرائب أو الزبادي المخفوق، ويعرف أيضًا بالـ "بوتِر ميلك"
- عصير البيذان : مشروب تقليدي كويتي. يتم تحضيره من اللوز المنقوع والمطحون، ممزوجًا بالماء ومُصفى للحصول على سائل كريمي ناعم. يُحلى حسب الرغبة
- الشاي الأسود (Black Tea): يُقدّم في أكواب دقيقة تُعرف باسم "إستكانة" (Istikana).
- القهوة العربية (Arabic Coffee): مشروب تقليدي أساسي في الكويت والعالم العربي.
- الشاي الكويتي (Kuwaiti Tea): نوع من الشاي المحلي المعتاد.
- شاي الليمون المجفف (Dried Lime Tea): مشروب شاي بنكهة الليمون المجفف.
- شاي كرك (Karak Tea): شاي بالحليب والتوابل، مشهور في الخليج.
- أنواع مختلفة من الشاي العربي (Different Varieties of Arabic Tea): تشمل عدة نكهات محلية متنوعة.

## الجانب الاجتماعي والثقافي والصحي
تمثل الأكلات الكويتية القديمة جزءًا أصيلًا من الهوية الثقافية والاجتماعية، وتعكس بعض الأطباق البيئة الكويتية، مثل المجبوس بالسمك المرتبط بالحياة البحرية، والهريس والجريش المتأثرين بالبيئة البدوية. كما تعكس روح التكافل الاجتماعي، حيث كانت الأكلات مثل الهريس والمرقوق تجمع العائلات والجيران حول جلسات الطبخ، وتعبّر عن الكرم العربي بتقديم المجبوس واللقيمات للضيوف. تأثرت الأكلات الكويتية التقليدية سلبيًا بالعولمة، إذ أدى انتشار الأطعمة السريعة وتراجع الاهتمام بالوجبات التراثية إلى فقدان جزء من التراث الغذائي، رغم أن هذه الأكلات تمثل رمزًا للهوية الكويتية وتنقل عبر تحضيرها القصص والتجارب التاريخية للأجداد، أدت العادات الغذائية غير الصحية في الكويت إلى ارتفاع معدلات الإصابة بداء السكري وأمراض القلب والسمنة، كما ساهمت في زيادة الضغوط الصحية على الأفراد والمجتمع، وأبرزت الحاجة الماسة إلى التوعية بأساليب الحياة الصحية وتشجيع النشاط البدني، مع الحفاظ على التوازن بين الموروث الغذائي التقليدي والأطعمة الحديثة لتقليل مخاطر الأمراض المزمنة. 

## عادات الأكل في رمضان
ألف محمد يعقوب بكر البكر كنابا بعنوان «رمضان في ماضي الكويت»، صدر عن مركز الكويت لتوثيق العمل الإنساني (فنار). وصف الكتاب كيف يشكل شهر رمضان مناسبة مميزة للتجمع العائلي والاجتماعي، والاستمتاع بالمطبخ الرمضاني بتقاليده المتوارثة. كان أهل الكويت يستعدون لقدوم الشهر بصنع أطباق متنوعة ومميزة تجمع بين الأصالة والنكهة المحلية. من أبرز الأكلات الرمضانية: الهريس المصنوع من البرغل واللحم، والتشريبة أو الثريد الذي يجمع بين خبز الرقاق والمرق مع اللحم والخضار، والخبيصة المكوّنة من التمر والسمن والطحين المحمص، بالإضافة إلى كبة العيش المحشوة بالبصل والزبيب والمقلية حتى تصبح مقرمشة. كما عرف الكويتيون بعض المشروبات الرمضانية التقليدية مثل بينتو، وللومي (عصير الليمون)، وعصير البيذان (أو شراب اللوز) ، الذي كان قديماً يقتصر على الأسر الميسورة ثم شاع لاحقاً. وتعكس هذه الأطعمة والمشروبات التراث الغني للمجتمع الكويتي وارتباطه بالكرم والضيافة، إضافة إلى تعزيز الروابط الأسرية والاجتماعية خلال شهر الصيام، ليصبح رمضان مناسبة للذكريات والاحتفاء بالثقافة المحلية.  

## أواني طبخ كويتية
- بادية: وعاء مشابه للمَلَّة لكن أقل عمقًا، يستخدم للمرق والسوائل.
- بيب العيش (الأرز): برميل لحفظ الأرز.
- بيب الشكر (السكر): برميل لحفظ السكر.
- البيْز: مسكة للأواني الساخنة مصنوعة من الخرق أو تُشترى من السوق.
- دافور: أداة لإشعال الفحم أو الخشب، تنتج لهبًا كبيرًا للإشعال.
- دُولْكَة: أبريق للماء أو العصائر، يصنع من الزجاج أو المعدن أو البلاستيك.
- الجدر: القدر المستخدم للطهي بأنواعه المختلفة
- چولة بريمز: طباخ يعمل بالكيروسين، كان يستخدم قبلها الحطب والفحم لتوفير النار تحت القدر.

- القلاص: إناء من الزجاج أو المعدن (أصل إنكليزي: Glass)، يستخدم عادة للحِب أو البرمة، وقد يسمى مغرافًا.
- التاوة: صينية من الحديد الزهر لصنع الخبز أو شواء الأسماك.
- التَنُّور: فرن من الطين المحروق لصنع الخبز وشواء الأسماك.
- الحديدة الچدر: حديدة توضع تحت الأواني لطهي الطعام ببطء أو لصنع الحكوكة.
- الزبيل / الزنبيل: سلة من سعف النخيل لحمل الطعام والحاجيات الأخرى.
- المَلَّة: وعاء غزير القاع للمرق والسوائل، قد يكون معدنيًا أو مطليًا.
- المَلاَّلة: وعاء لحفظ الطعام بعيدًا عن القوارض.
- المنخل: أداة لغربلة وتصفية الحبوب أو الطحين والشوائب.
- المِنْحَاز: وعاء خشبي صلب لتسحق فيه الحبوب، خاصة لطحن الحب للهريس.
- المَرْكة: ثلاثية الأرجل من الحديد الصلب، يوضع عليها القدر مع الخشب أو الفحم تحتها.
- المطحانة: أداة لطحن أجزاء الطعام، كانت يدوية ثم كهربائية لاحقًا.
- المواعين: أواني المطبخ بشكل عام، تستخدم لتنظيفها الإسفنج أو الليف. المنسف : طبق مصنوع من عيدان البوص، أو خوص سعف النخيل
- :المنقاش: أداة لترتيب وتقليب الجمر، وتستخدم أيضًا للتنور وشواء السمك.
- مشخل / مشخال: وعاء لتصفية ماء الطعام مثل الأرز وبعض الأطعمة الأخرى.
- مقشارة: أداة لتقشير أو تقوير الخضروات مثل البطاطس، الزنجبيل، الخيار، الكوسا والباذنجان.
- محقان: وعاء لنقل أو تفريغ السوائل مثل الدهن، يصنع من المعدن أو البلاستيك لاحقًا.
- الرَّحى: حجارتان صلدتان لطحن الحبوب، العلوية بمقبض للتحريك.
- السوْفرة: مائدة أو طبق من سعف النخيل لتقديم الطعام، قد يصنع من البلاستيك.

- الهاون: أداة لدق وتفتيت أو هرس الطعام، من المعدن أو الخشب الصلب.
- الطاسة: وعاء لحفظ السوائل والطهي، وتوجد أنواع مطلية أو مزخرفة مثل طاسة ملَّبَس وطاسة مشيَّرة.
- يونية / كونية / قونية: غرارة من الخيش لحفظ الأرز، السكر، الملح أو غيرها من المواد.
- الجولة: موقد صناعي.
- وجار: الموقد الخاص بصنع القهوة.[9] [10] [11]

## صور أكلات كويتية

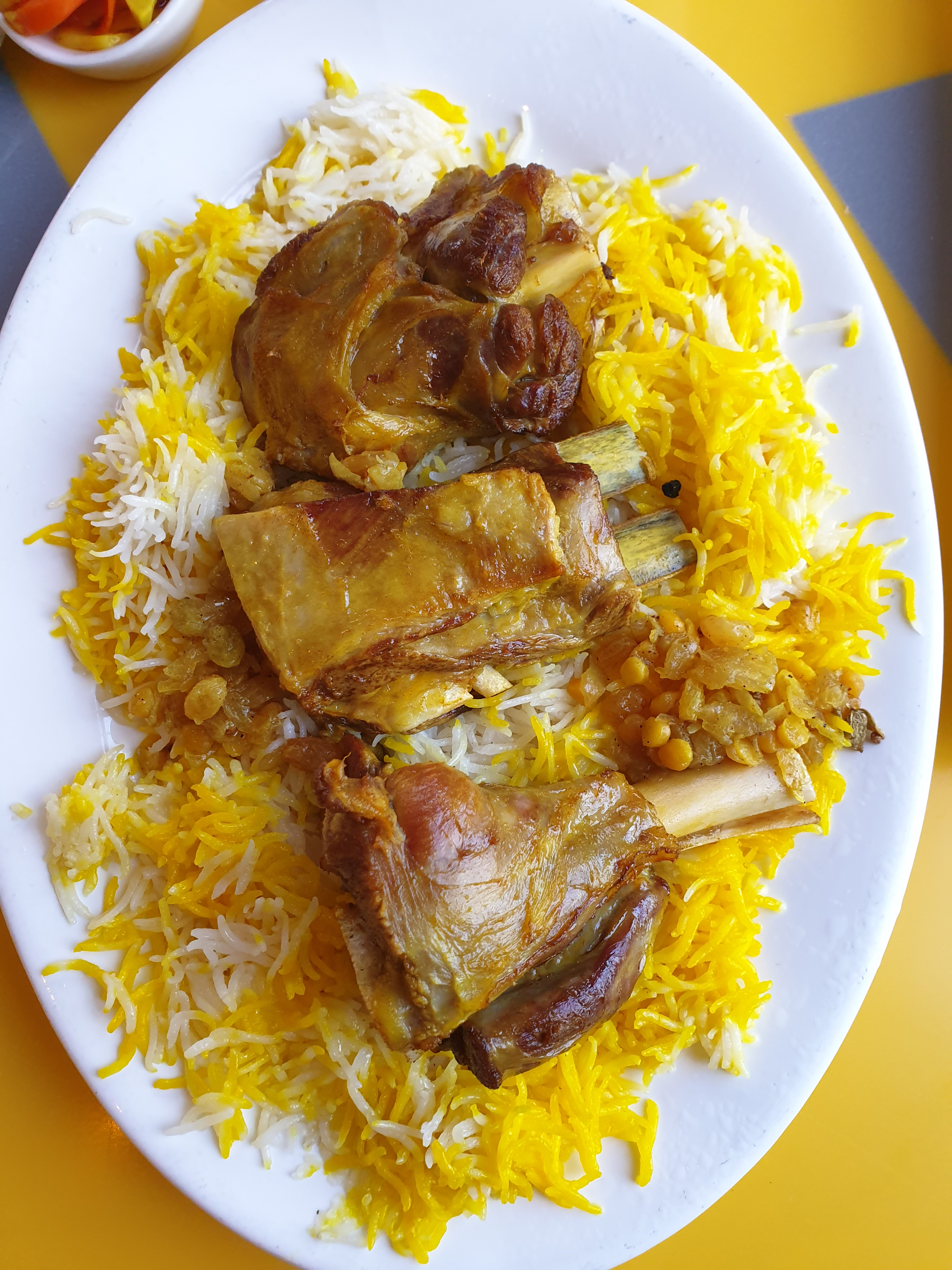
مجبوس باللح
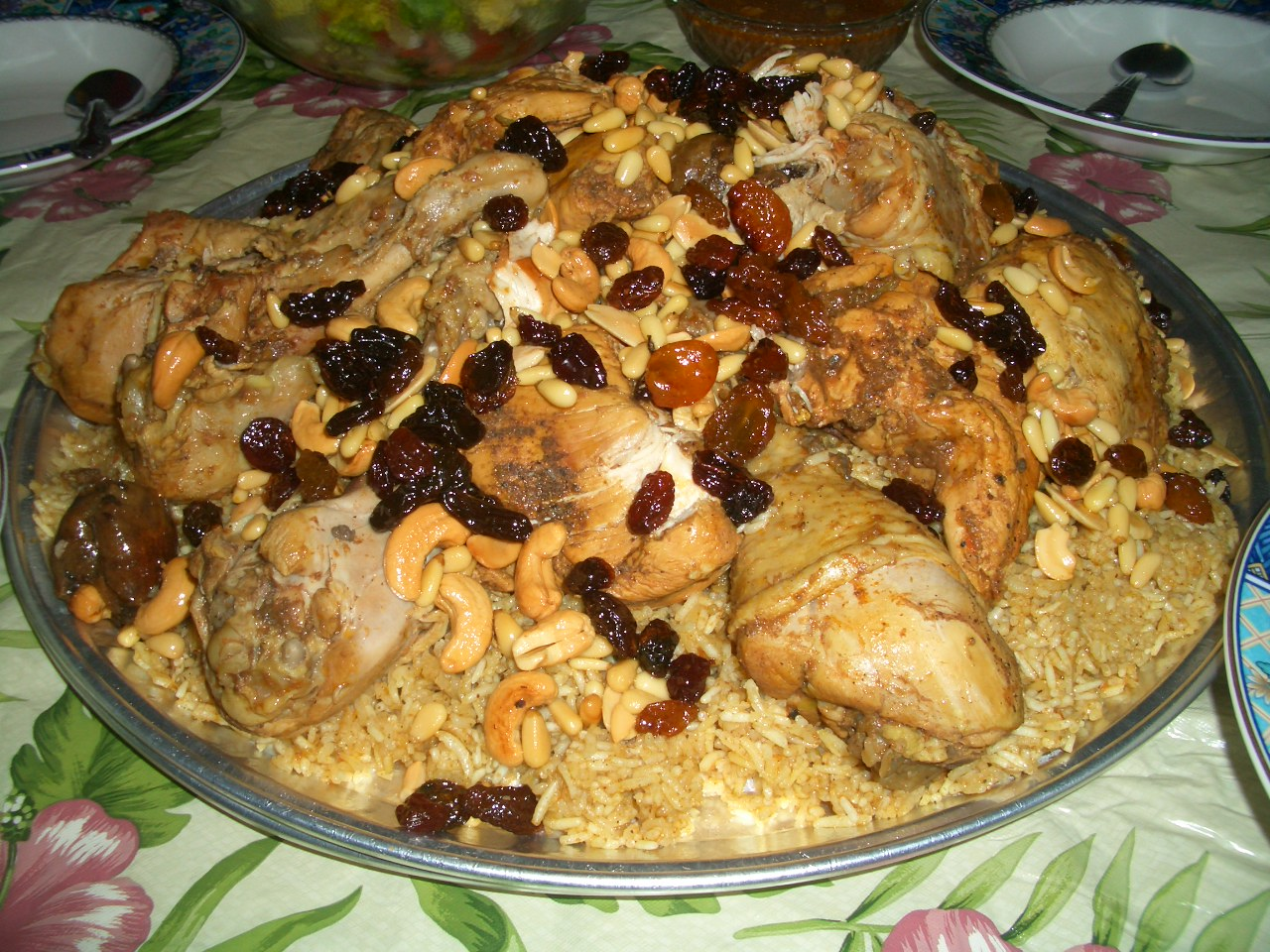
مجبوس بالدجاج
القبوط
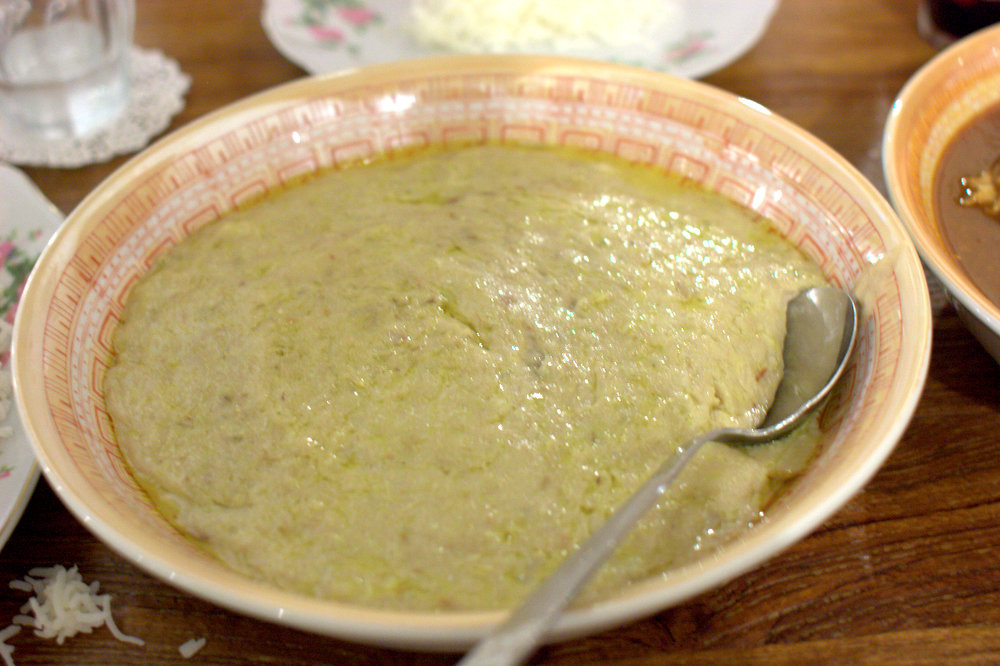
الهريس

## صور حلويات كويتية

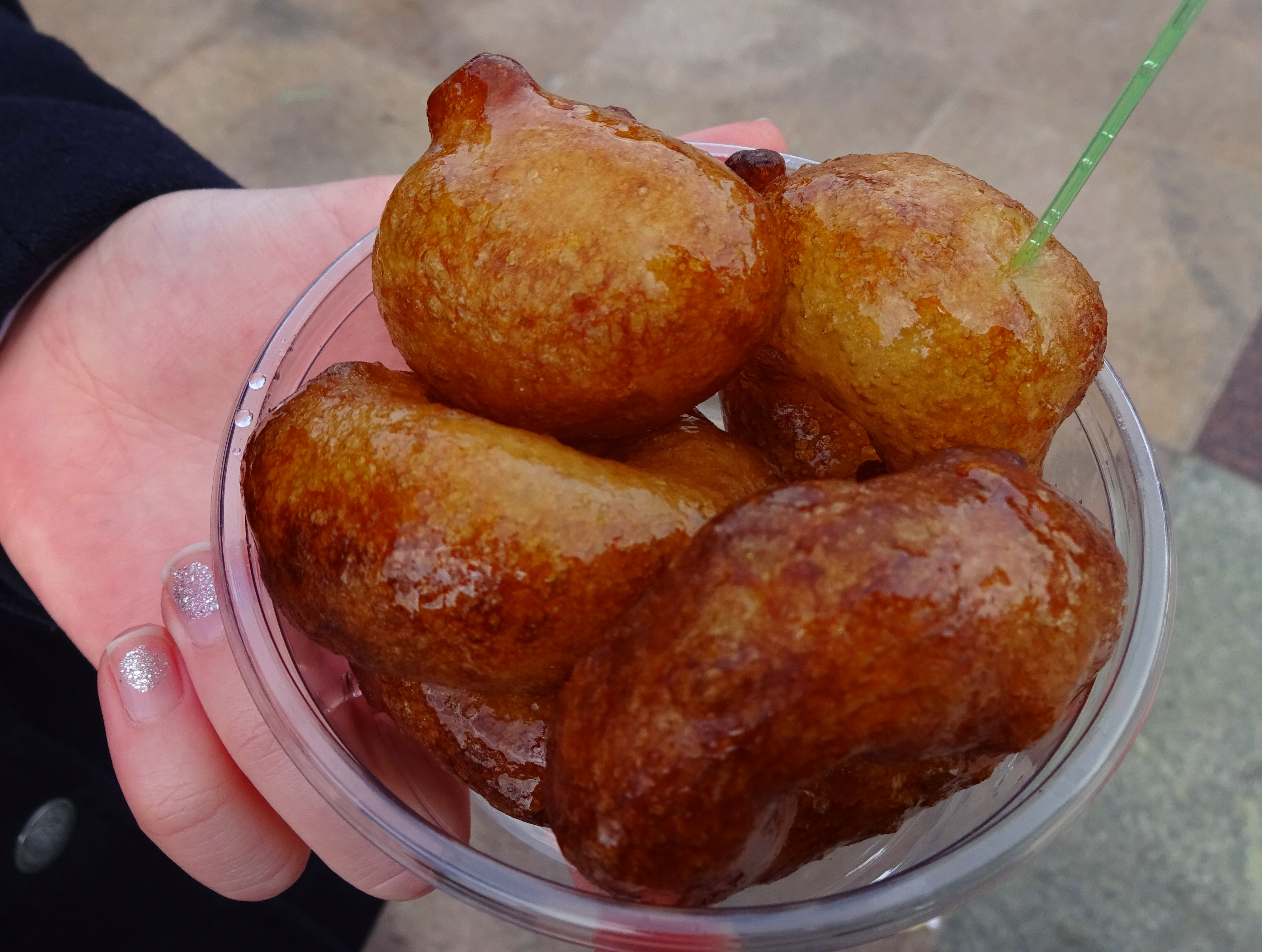
حلوى اللقيمات
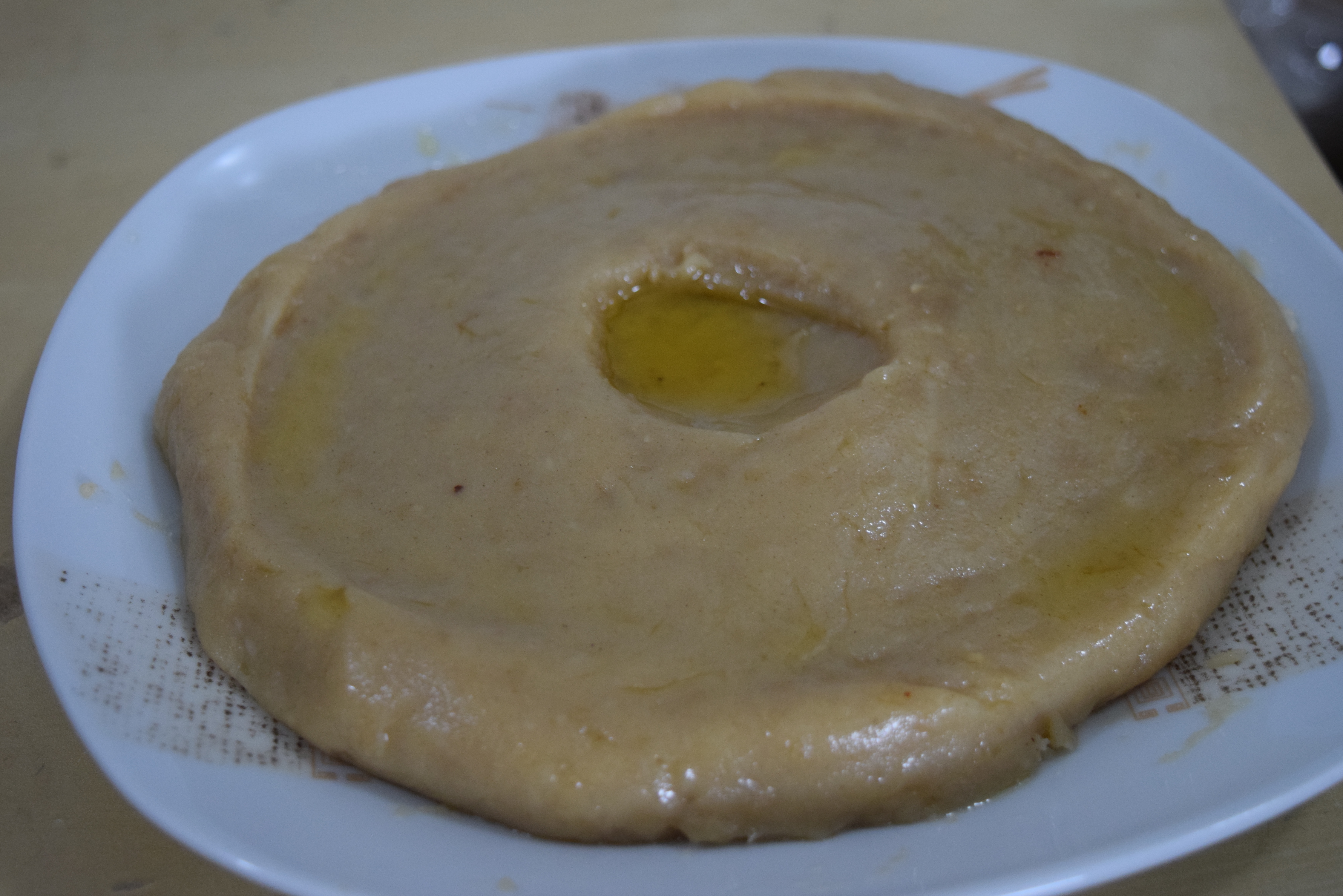
عصيدة
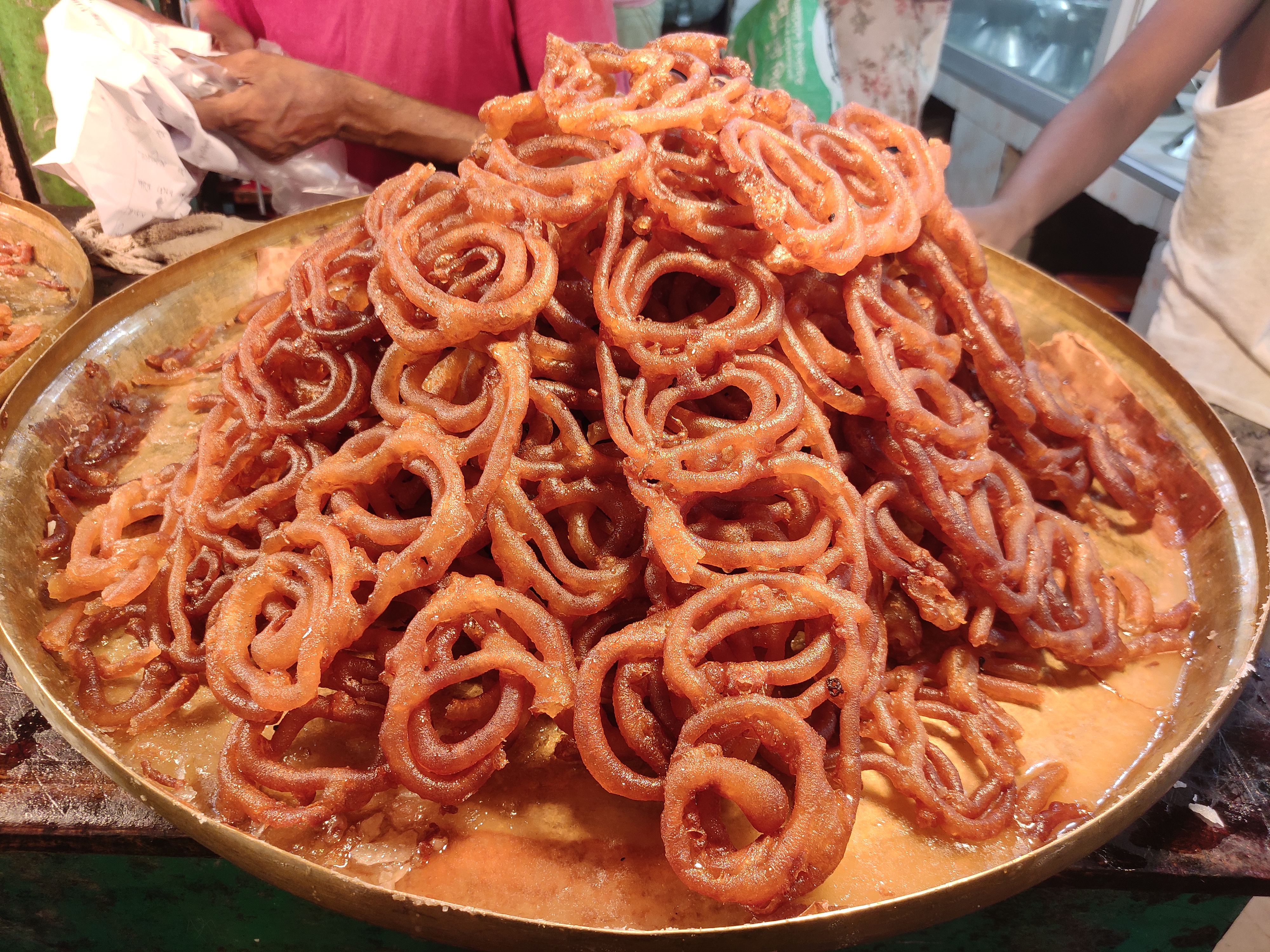
زلابية
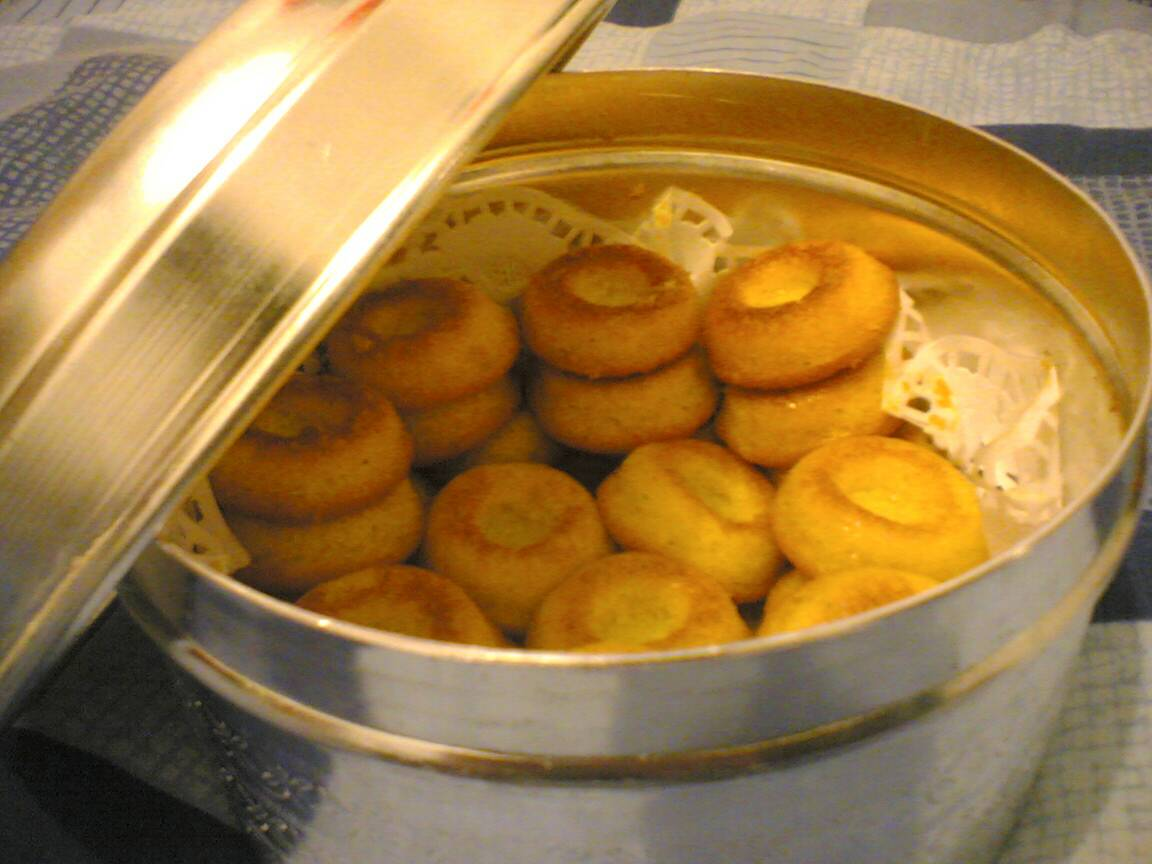
قرص عقيلي